# Angelo Accatino
Angelo Accatino (Torino, 7 agosto 1907 – Torino, 16 giugno 2001) è stato un calciatore italiano, di ruolo attaccante.

## Biografia
È sepolto al Cimitero monumentale di Torino.

## Carriera
Con l'US Torinese disputa 8 gare nel campionato di Prima Divisione 1922-1923.

## Statistiche

### Presenze e reti nei club
| Stagione        | Squadra         | Campionato      | Campionato | Campionato | Totale   | Totale |
| Stagione        | Squadra         | Campionato      | Presenze   | Reti       | Presenze | Reti   |
| --------------- | --------------- | --------------- | ---------- | ---------- | -------- | ------ |
| 1922-1923       | Torinese        | PD              | 8          | 0          | 8        | 0      |
| Totale carriera | Totale carriera | Totale carriera | 8          | 0          | 8        | 0      |